# Ilha Genovesa
A ilha de Genovesa é uma ilha desabitada com cerca de 14 quilômetros quadrados, situada na parcela nordeste das Ilhas Galápagos, no Equador.
A ilha possui uma praia em forma de círculo, denominada baía de Darwin, originada pela lava de um vulcão. As grandes atrações são os quase 500 mil pássaros que habitam a ilha, entre eles mergulhões-de-patas-vermelhas, gaivotas, garças e tentilhões.